# Dirty Deeds Done Dirt Cheap (australské album)
Dirty Deeds Done Dirt Cheap je třetí studiové album australské hard rockové kapely AC/DC vydané v říjnu 1976. Autory všech písní jsou Angus Young, Malcolm Young a Bon Scott.
Album vyšlo pod labelem Albert Production. Modifikovaná mezinárodní verze vyšla v roce 1976 také pod Atlantic Records.

## Seznam skladeb
1. "Dirty Deeds Done Dirt Cheap" – 4:13
2. "Ain't No Fun (Waiting Round to Be a Millionaire)" – 7:31
3. "There's Gonna Be Some Rockin'" – 3:17
4. "Problem Child" – 5:46
5. "Squealer" – 5:16
6. "Big Balls" – 2:40
7. "R.I.P. (Rock in Peace)" – 3:36
8. "Ride On" – 5:53
9. "Jailbreak" – 4:41

- Autory jsou Angus Young, Malcolm Young a Bon Scott.

## Obsazení
- Bon Scott – zpěv
- Angus Young – kytara
- Malcolm Young – kytara, doprovodný zpěv
- Mark Evans – baskytara
- Phil Rudd – bicí